# فالانژ مقدس تب

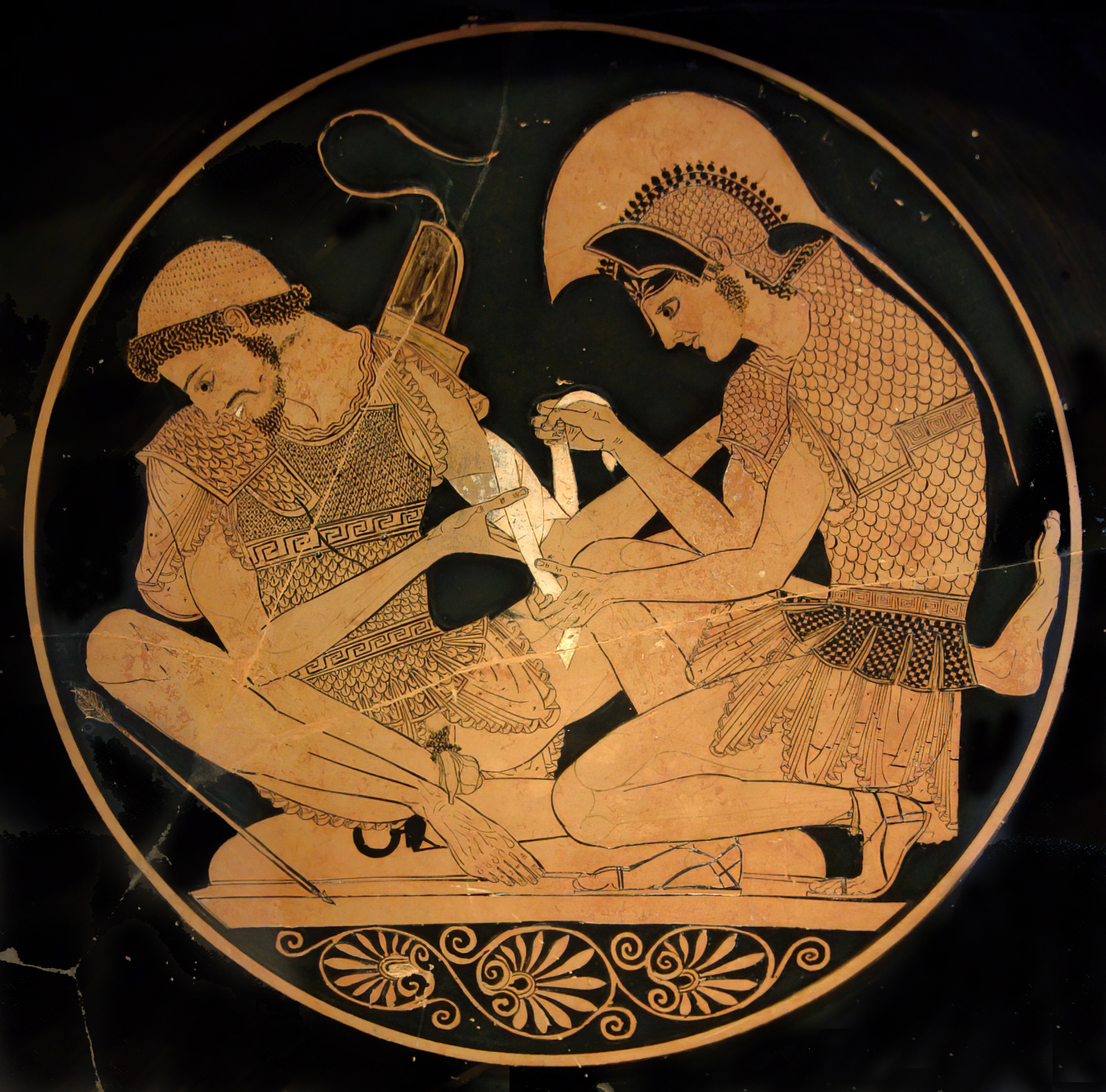
فالانژ مقدس تب

 فالانژ مقدس (یونانی باستان: Ἱερὸς Λόχος  یا Hieròs Lókhos) گروهی از سربازان بودند که از ۱۵۰ جفت مرد تشکیل شده بود که هر زوج آن‌ها پیوندی نزدیک و عاشقانه‌ داشتند. این گروه از نیروهای ویژه ارتش تبسی توسط سردار مقتدر اپامینونداس پایه ریزی شدند. پیروزی آن‌ها با نقش حیاتی آنها در نبرد لوکترا در ۳۷۱ سال قبل از میلاد شروع شد و در نهایت در سال ۳۳۸ قبل از میلاد توسط فیلیپ دوم مقدونی در نبرد Chaeronea از بین رفتند.